# Zukiswa Wanner
Pour les articles homonymes, voir Wanner.
Zukiswa Wanner, née en 1976, est une journaliste et romancière sud-africaine, de langue anglaise ; née en Zambie, elle vit depuis 2011 à Nairobi, au Kenya.
Elle publie son premier livre en 2006 ; ses romans ont été sélectionnés pour divers prix littéraires ; en 2015, elle obtient le prix K Sello Duiker Mémorial pour London Cape Town Joburg .
En avril 2014, elle est sélectionnée pour le festival de Hay (en) dans le cadre du projet Africa39 qui met en valeur 39 auteurs particulièrement prometteurs, ayant moins de 40 ans, originaires d'Afrique subsaharienne et de sa diaspora.

## Biographie
Zukiswa Wanner est née en 1976 à Lusaka, capitale de la Zambie, d'un père sud-africain et d'une mère zimbabwéenne. Elle effectue ses études primaires et secondaires au Zimbabwe, puis obtient un diplôme de journalisme à Honolulu, à l'Hawaii Pacific University.
Son premier roman, The Madams, est publié en 2006 ; qualifié de « regard piquant et hilarant sur les Noirs en voie d'émancipation économique à Johannesbourg », il est en lice pour le prix littéraire sud-africain K Sello Duiker en 2007. Elle écrit trois autres romans: Behind Every Successful Man en 2008, Men of the South en 2010 qui figure sur la liste des livres retenus pour le Prix des écrivains du Commonwealth (Afrique) en 2011 ainsi que pour le prix Herman Charles Bosman ; enfin en 2014 London Cape Town Joburg, qui remporte le prix littéraire K Sello Duiker Mémorial en 2015.
En 2010, elle écrit en collaboration deux ouvrages documentaires : A Prisoner’s Home avec le photographe sud-africain Alf Kumalo, histoire de la première maison de Nelson Mandela 8115 Vilakazi Street ; L'Esprit du Sport avec la photographe française Amélie Debray. En 2012, elle édite avec Rohini Chowdhury une anthologie de nouvelles, Behind The Shadows. Contemporary Stories from Africa and Asia . Wanner a également écrit deux livres pour enfants, Jama Loves Bananas et Refilwe — une adaptation africaine du conte de fées "Raiponce".
Elle a été l'un des 66 écrivains à écrire une réponse contemporaine à la Bible : les œuvres sont mises en scène au Théâtre Bush et à l'Abbaye de Westminster, en octobre 2011.
Elle est l'un des membres fondateurs de la ReadSA initiative, une campagne encourageant les Sud-Africains à lire des œuvres sud-africaines. 
Comme journaliste et essayiste, elle collabore à de nombreux journaux et magazines, parmi lesquels The Observer, The Guardian, Sunday Independent, City Press, Mail & Guardian, Sunday Times, African Review, Marie Claire, Elle.
En 2020, elle est la première femme africaine à recevoir la médaille Goethe. En mars 2024, elle rend cette médaille, notamment pour dénoncer la position du gouvernement allemand qu'elle estime honteuse.

## Œuvres publiées

### Romans
- The Madams: a wildly provocative novel, Cape Town, Oshun Books, 2006, 210 p.  (ISBN 978-1-7700-7058-5).
- Behind Every Successful Man, Kwela Books, 2008  (ISBN 978-0795702617)
- Men of the South, Kwela Books, 2010.  (ISBN 978-0795702983)
- London Cape Town Joburg, Kwela Books, 2014

### Essais
- 8115 : A Prisoner's Home avec Alf Kumalo, Penguin, 2010
- Maid in SA : 30 Ways to Leave Your Madam, Jacana, 2010.  (ISBN 978-1431408962)
- Hardly Working : A Travel Memoir of Sorts, Black Letter Media, 2018.  (ISBN 978-0987019813)

### Livres pour enfants
- Jama  Loves Bananas,, Jacana, 2013.
- Refilwe (réécriture de "Raiponce"), Jacana, 2014.